# Streifenfalterfische
Die Streifenfalterfische (Microcanthidae) sind eine artenarme Familie von Meeresfischen aus der Ordnung der Sonnenbarschartigen (Centrarchiformes).

## Verbreitung
Streifenfalterfische leben in den mäßig temperierten und kühlen Regionen um Südaustralien und Neuseeland, lediglich eine Art, der Nagasakifisch (Microcanthus strigatus), kommt auch im Nordpazifik um Japan und Hawaii vor.

## Merkmale
Die Tiere werden 16 bis 40 Zentimeter lang. Ihr hochrückiger oder ovaler Körper ist von weißlich silbriger oder gelber Grundfarbe und von waagerechten, senkrechten oder diagonalen dunklen oder gelben und dunkel eingefassten Streifen gemustert. Die Flossen setzen das Streifenmuster fort oder sind transparent, gelb oder dunkel. Die Fische sind mit kleinen Ctenoidschuppen bedeckt, die auch auf den „Wangen“ und dem oberen Teil der Kiemendeckel zu finden sind. Die Schuppen formen an der Basis von Rücken- und Afterflosse eine schuppige Scheide und erstrecken sich bis auf die weichstrahligen Abschnitte beider Flossen. Die Seitenlinie ist durchgehend und leicht gebogen. Das kleine Maul ist endständig und reicht nicht bis zum Hinterrand der Augen. Die kleinen, spitzen Zähne stehen eng in einer einzelnen Reihe zusammen oder sind in einem breiten Band angeordnet. Der Ansatz der Bauchflossen liegt deutlich hinter der Brustflossenbasis. Die Schwanzflosse ist eingebuchtet oder gegabelt.
- Flossenformel: Dorsale XI–XII/16–18, Anale III/16–19.[2]

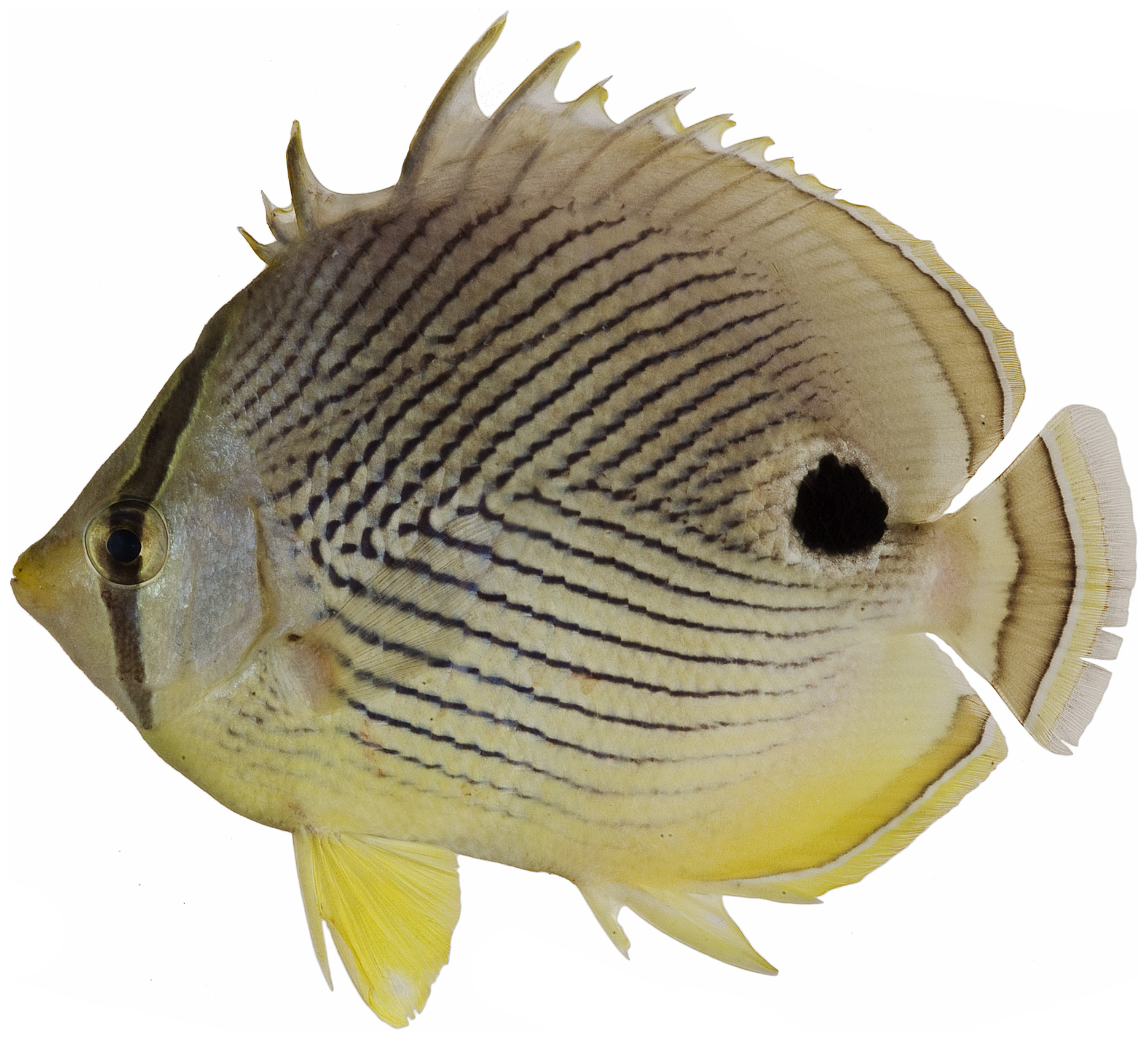
Vieraugen-Falterfisch (Chaetodon capistratus)

- Von den Falterfischen (Chaetodontidae) der tropischen Korallenriffe denen sie äußerlich sehr ähneln, lassen sich die Streifenfalterfische anhand ihrer Schwanzflosse und der Stellung der Bauchflossen unterscheiden. Während erstere bei den Falterfischen normalerweise gerade abschließt oder abgerundet ist, ist sie bei den Streifenfalterfische eingebuchtet oder gegabelt. Die Bauchflossen der Falterfische liegen direkt oder fast unterhalb der Brustflossen, bei den Streifenfalterfische deutlich dahinter.[2] Eine nähere Verwandtschaft mit den Falterfischen besteht nicht. Junge Streifenfalterfische haben die für Falterfische typischen Augenflecken. Die Larven sind allerdings wesentlich schlanker als die der Falterfische und sie besitzen nicht die für das Tholichthys-Stadium der Falterfische typischen Kopfstacheln.[1]
- Die Steuerbarsche (Kyphosidae) haben schneidezahnartige Zähne, die der Streifenfalterfische sind zugespitzt. Rücken- und Afterflosse der Steuerbarsche besitzen weniger Weichstrahlen als die der Streifenfalterfische (12 bis 15 vs. 16 bis 18 bzw. 11 bis 14 vs. 16 bis 19).
- Die Fegerbarsche (Scorpididae) besitzen weniger Hartstrahlen in der Rückenflosse als die Streifenfalterfische (IX oder X vs. XI bis XII) haben aber in Rücken- und Afterflosse mehr Weichstrahlen als die Streifenfalterfische (26 bis 28 vs. 16 bis 18 bzw. 27 bis 28 vs. 16 bis 19). Außerdem ist der hartstrahlige Abschnitt der Rückenflosse der Fegerbarsche auffallend niedriger als der weichstrahlige Abschnitt.
- Von den Nagebarsche (Girellidae) können die Streifenfalterfische anhand ihrer Zähne unterschieden werden. Während die Zähne der Streifenfalterfische einspitzig sind, sind die Zähne der Nagebarsche in der äußeren Zahnreihe meist dreispitzig. Mit 13 bis 16 Stacheln und 11 bis 14 Weichstrahlen haben die Nagebarsche mehr Hartstrahlen aber weniger Weichstrahlen in der Rückenflosse als die Streifenfalterfische (11 bis 12 bzw. 16 bis 18). Das Gleiche gilt für die Afterflosse (11 oder 12 Weichstrahlen vs. 16 bis 19).[2]

## Lebensweise

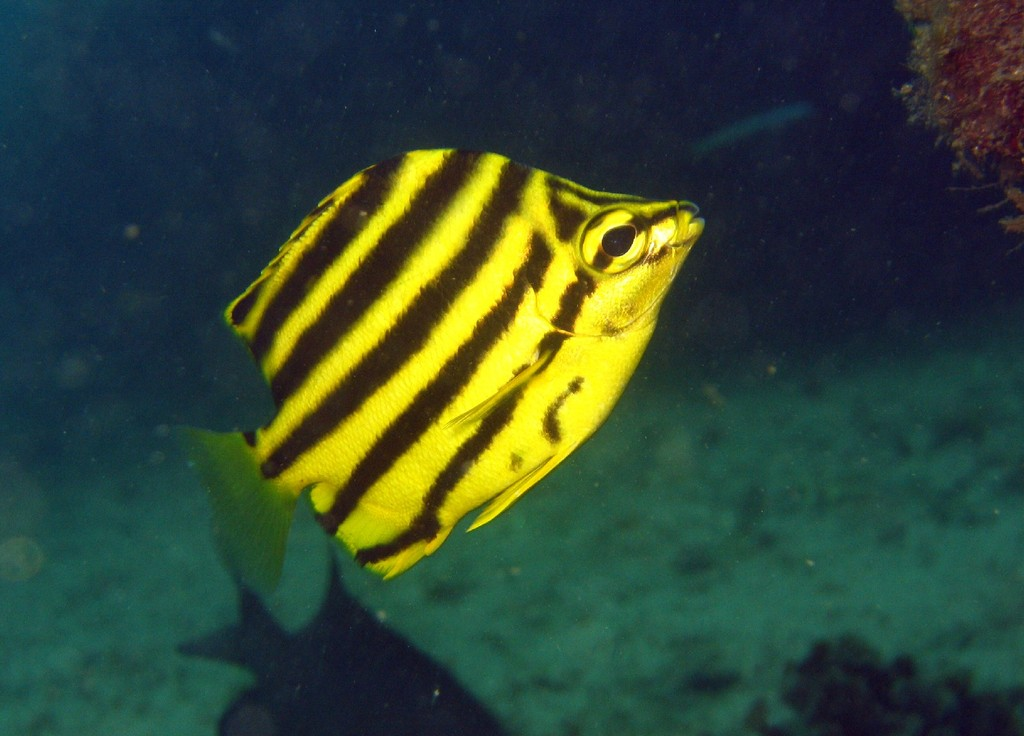
Junger Nagasakifisch

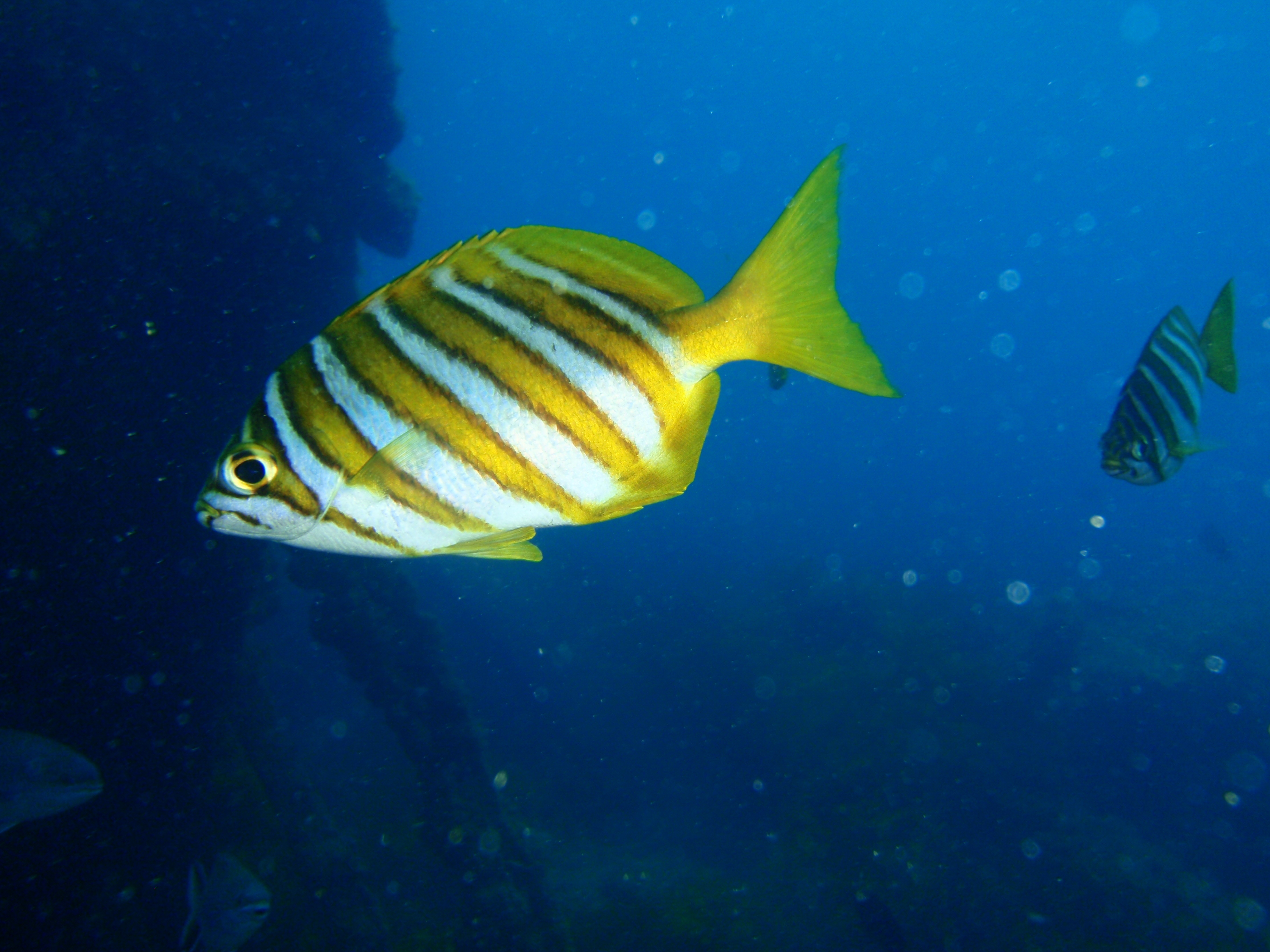
Diagonal-Streifenfalterfisch

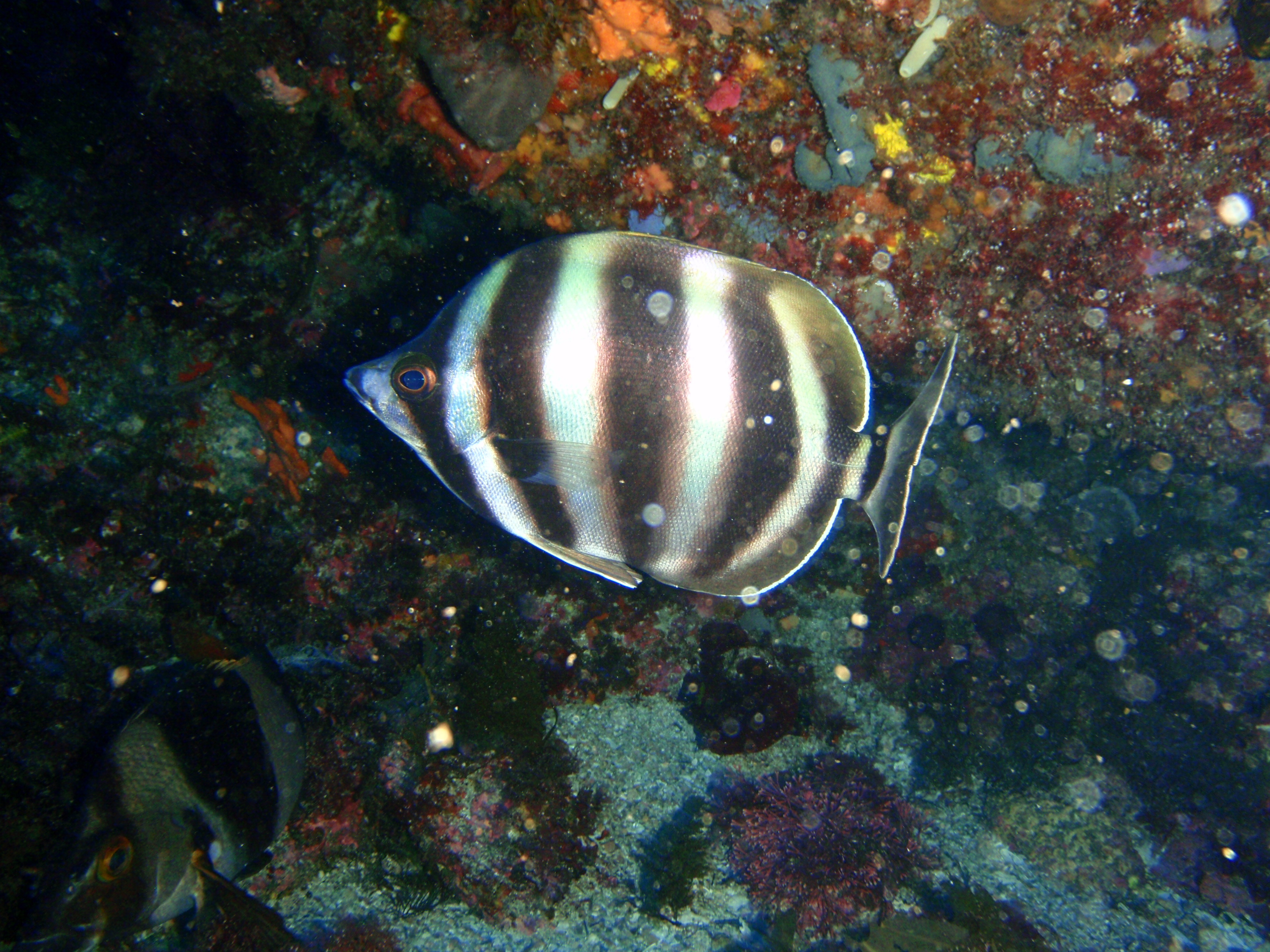
Sechsband-Streifenfalterfisch

Streifenfalterfische leben meist in kleinen Schulen an felsigen Küsten und halten sich vor allem in flachem Wasser, in geschützten Buchten, in Häfen unter Anlegern und in der Brandungszone auf. Im Unterschied zu den Steuerbarschen ernähren sie sich nicht vorwiegend vegetarisch, sondern vor allem von Zooplankton oder von benthischen Wirbellosen. Aber auch Algen werden gefressen. Von Tauchern werden sie so gut wie nie unterhalb von 25 Metern angetroffen, Schleppnetzfänge gibt es allerdings auch aus mehreren hundert Metern Tiefe.

## Systematik
Der Nagasakifisch wurde als erster Streifenfalterfisch im Jahr 1831 durch den französischen Naturforscher Georges Cuvier beschrieben. Elf Jahre später beschrieb der schottische Zoologe John Richardson den Sechsband-Streifenfalterfisch. Beide Arten sind den Falterfischen äußerlich sehr ähnlich und wurden von den Autoren der Erstbeschreibungen der Gattung Chaetodon, also den Falterfischen zugeordnet. Die Abtrennung von den eigentlichen Falterfischen erfolgte 1876 durch den niederländischen Ichthyologen Pieter Bleeker der sie als Tribus Microcanthini zusammenfasste. Die Streifenfalterfische wurden später zusammen mit den Fegerbarschen und den Nagebarschen oft als Unterfamilie zu den Steuerbarschen (Kyphosidae) gezählt. Andere Autoren geben ihnen weiterhin Familienrang.

## Gattungen und Arten
Es gibt vier Gattungen mit sechs Arten:
- Gattung Atypichthys Günther, 1862
  - Gelbschwanz-Steuerbarsch (Atypichthys latus McCulloch & Waite, 1916)
  - Australischer Mado (Atypichthys strigatus (Günther, 1860))
- Gattung Microcanthus Swainson, 1839
  - Microcanthus joyceae Whitley, 1931[5]
  - Nagasakifisch (Microcanthus strigatus (Cuvier, 1831))
- Gattung Neatypus Waite, 1905
  - Diagonal-Streifenfalterfisch (Neatypus obliquus Waite, 1905)
- Gattung Tilodon Thominot, 1881
  - Sechsband-Streifenfalterfisch (Tilodon sexfasciatus (Richardson, 1842))

## Belege
1. 1 2 3 4  Helmut Debelius / Rudie H. Kuiter: Falterfische, Chaetodontidae. Ulmer Verlag, 2003, ISBN 3-8001-4243-0. Seite 194–205.
2. 1 2 3 4 5 6  Kent E. Carpenter & Volker H. Niem: The Living Marine Resources of the Western Central Pacific. Band 5. Bony fishes part 3 (Menidae to Pomacentridae). Rome, FAO. 1998, ISBN 92-5-104587-9. Seite 3301–3303.
3. ↑  Joseph S. Nelson, Terry C. Grande, Mark V. H. Wilson: Fishes of the World. Wiley, Hoboken, New Jersey, 2016, ISBN 978-1118342336
4. ↑  Microcanthinae auf Fishbase.org (englisch)
5. ↑  Tea, Y.-K. & Gill, A.C. (2020): Systematic reappraisal of the anti-equatorial fish genus Microcanthus Swainson (Teleostei: Microcanthidae), with redescription and resurrection of Microcanthus joyceae Whitley. Zootaxa, 4802 (1): 41–60. DOI: 10.11646/zootaxa.4802.1.3